# Análisis de componentes independientes
El análisis de componentes independientes (ACI) (en inglés ICA) es un método computacional que sirve para separar una señal multivariante en subcomponentes aditivos suponiendo que la señal de origen tiene una independencia estadística y es no-Gausiana. Éste es un caso especial de separación ciega de las señales.
El análisis de componentes independientes (ACI) es una generalización del análisis de componentes principales (ACP), en ambos casos se practica una transformación lineal de los datos originales, aunque la diferencia básica es que el ACI no requiere que las variables originales tengan una distribución gausiana. 

## Definición
ICA se encuentra muy relacionado al problema de la separación ciega de fuentes (inglés Blind Signal Separation, BSS) el cual consiste en determinar a través de un arreglo de transductores las señales de las fuentes originales que intervienen en una mezcla, sin información alguna de las señales originales ni de las ponderaciones de la mezcla. Éste es un problema clásico de procesamiento de señales.
Asumir la independencia es correcto en la mayoría de los casos; por tanto la separación ciega por ACI de una señal mezclada da muy buenos resultados. Un problema clásico (enunciado por primera vez en 1985 por Christian Jutten y Jeanny Hérault) consiste en un uso sencillo de ACI es el problema de la fiesta, donde la señal que consiste en una mezcla de voces de gente hablando en la misma habitación es separada. Normalmente el problema se simplifica asumiendo que no hay retrasos ni ecos. Una cosa importante a considerar es que si hay N fuentes (voces) en la habitación, al menos hacen falta N observaciones (micrófonos) para obtener la señal original.
ICA tiene un enfoque estadístico y parte de la hipótesis de que las señales originales (fuentes) son estadísticamente independientes y los procedimientos que lo siguen se basan en propiedades de las fuentes y de las observaciones (mezclas), caracterizadas por sus distribuciones de probabilidad. Se pretende que si las señales originales son estadísticamente independientes, las señales recuperadas también deben de serlo. Por lo tanto, los métodos relacionados con ICA consideran como condición primordial la independencia estadística. Buscando dentro de espacios multidimensionales los componentes principales (en la dirección de máxima varianza) de las variables a determinar. 
El problema cosiste en encontrar un transformación que encuentre la inversa de la matriz con la cual se mezcló.

## Descripción
Dado un vector aleatorio {\displaystyle \mathbf {x} =(x_{1},\dots ,x_{n})} formado por n variables aleatorias simples, el ACI realiza una transformación lineal del tipo:

{\displaystyle \mathbf {s} =\mathbf {W} \mathbf {x} }

donde los componentes de {\displaystyle \mathbf {s} } son máximamente independientes según un criterio dado por una función {\displaystyle F(\mathbf {s} )}. Una criterio frecuentemente usado es usar como función F es la neguentropía.
- Datos: Q1259145
- Multimedia: Independent component analysis / Q1259145